# پرو (لمباردی)
پرو (به ایتالیایی: Pero) یک کومونه در ایتالیا است که در استان میلان واقع شده‌است.

## خصوصیات
پرو ۵٫۰ کیلومترمربع مساحت و ۱۰٬۳۷۸ نفر جمعیت دارد و ۱۴۴ متر بالاتر از سطح دریا واقع شده‌است.

## خواهرخوانده
شهر فوسالدو خواهرخواندهٔ پرو (لمباردی) هست.